# Hàssan al-Utruix
Abu-Muhàmmad al-Hàssan ibn Alí ibn al-Hàssan ibn Alí ibn Úmar al-Àixraf ibn Alí Zayn-al-Abidín, més conegut com a Hàssan al-Utruix (literalment “Hàssan el sord”) o, en tant que imam, pel seu làqab An-Nàssir al-Kabir (Medina, 844 - Amol, 917) fou imam alida de Tabaristan, considerat el més gran dels imams alides d'aquesta regió. No pertanyia a la dinastia zaidita, els dominis de la qual havien estat annexionats pels samànides l'any 900.
El husainita medinès Hasan ibn Ali al-Utrush (el sord), que s'havia establert al Tabaristan durant el regnat de Hasan ibn Zayd. Muhammad ibn Zayd (germà i successor d'Hasan ibn Zayid) en desconfiava i el va apartar dels nuclis dirigents, i llavors va intentar crear un estat propi; va obtenir el suport del governador de Nixapur Muhammad ibn Abd Allah al-Kudjistani, que va arrabassar Gorgan a Muhammad ibn Zayd. Però llavors Muhammad ibn Allah va desconfiar d'al-Utrush i el va empresonar (a Nixapur o a Gurgan) i el va fer fuetejar i va perdre l'oida d'una orella (del que deriva el seu malnom al-Utrush (el sord). Alliberat es va reunir amb Muhammad ibn Ziyad i va participar amb aquest a la batalla de Gurgan (que algunes fonts situen el 900 i altres el 901/902) contra Muhammad ibn Harun que estava en aquell moment al servei del samànida Ismail I ben Ahmad. Muhammad ibn Ziyad va morir d'una ferida i al-Utrush es va refugiar llavors a Damghan i després a Rayy on va viure clandestinament.
El 902, mort el califa al-Mutadid, va obtenir el suport de Muhammad ibn Harun, ara enfrontat als samànides i va sortir de l'amagatall, i es va dirigir a la cort del rei djustànida de Daylam (les fonts parlen de Djustan III o del seu fill Wahsudan), que li va prometre suport per recuperar el Tabaristan.
Nasir ho va provar en dues campanyes que no van tenir èxit i llavors es va establir a Hawsan i es va dedicar a convertir a l'islam als daylamites i gilanites a l'est del riu Safid; les seves doctrines eren una mica diferents de les de l'imam Kasim ibn Ibrahim al-Rassi (mort 860) que havien estat adoptades al Ruyan i al Daylam oriental, i els seus convertits van formar un grup separat d'alides coneguts com els nasirites (nasiriya). Les seves predicacions al Daylam (on va passar 13 anys) van convertir a molts caps daylamites. La fortalesa de Čalus, que era punt de vigilància alida sobre els daylamites (que abans no eren musulmans) fou destruïda en prova de confiança i Djustan III el va reconèixer com sobirà espiritual.
El 910 l'emir samànida Ahmad II ben Ismail va enviar un exèrcit al Tabaristan dirigit per Muhammad ibn Saluk; aquest exèrcit va dominar el país fins al 913 quan fou derrotat pels daylamites molt inferiors en nombre i equipament a Shalus (desembre del 913); una part de l'exèrcit dirigit per Abu l-Wafa Khalifa ibn Nuh es va refugiar a la fortalesa de Shalus i es va rendir a canvi de salvar la vida però foren massacrats pel general alida Hasan ibn Kasim ibn Hasan ibn Zayd ibn Hasan ibn Alí ibn Abi Tàlib, gendre d'al-Utrush. Aquest darrer es va establir a Amol a l'antic palau dels sobirans zaydites. També va instal·lar funcionaris a Sari sense ser inquietat pels samànides degut a la mort inesperada de l'emir samànida Ahmad II ben Ismail el 914. L'ishpabad bawàndida Sharwin ibn Rustam (els bawàndides s'oposaven tradicionalment als alides) va fer la pau amb al-Utrush.
Vers el 914 es va fer una campanya contra els samànides que fou un fracàs però el 915 es va fer una segona campanya de 40 dies que va aconseguir expulsar-los totalment de les províncies de Tabaristan i Gurgan: va derrotar l'exèrcit samànida al riu Burrud, a l'oest de Čalus i va poder dominar tot el Tabaristan i Gurgan.
Nasir va fer abolir l'antic sistema daylamita derivat d'Afridun i conegut com a Kaddkhudha, en què els homes eren caps de la família, en favor de la institució islàmica que establia el control de les famílies musulmanes. Això segurament no va agradar als daylamites i sembla que Djustan III es va revoltar i va encapçalar aquesta oposició (no obstant les lluites les situen els historiadors vers el 913).
Per un moment fou enderrocat i empresonat pel seu gendre el general Hasan ibn Kasim ibn Hasan ibn Zayd ibn Hasan ibn Alí ibn Abi Tàlib, però aquest va haver de fugir a Daylam davant una revolta popular.
El seu govern fou considerat just per al-Tabari i a diferència dels anteriors imams alides, fou considerat com un verdader imam per la seva saviesa religiosa i la seva conducta exemplar (es conserven algunes de les seves obres teològiques). Només fou imam o da'i per uns tres anys (914-917) però és considerat el més gran cap alida.
Va morir el 31 de gener del 917 i sota pressió dels notables el va succeir el seu gendre (i antic cap del seu exèrcit) l'hasànida al-Hasan ibn al-Kasim al-Dai al-Hakk (conegut com al-dai al-sagir, és a dir "el missioner petit"), en preferència sobre els seus propis fills, que tenien el suport dels alides de Daylam i Gilan. Un d'aquestos fills, Abu l-Kasim Djafar es va oposar a Hasan, mentre l'altra, Abu l-Husayn Ahmad al començament li va donar suport.
Al-Utrush fou enterrat a Amol; la seva capella va esdevenir lloc de peregrinació pels nassirites, i els seus descendents van portar el nom honorífic d'al-Nàssir.